# Lacroisille
Lacroisille (okzitanisch La Crosilha) ist ein Dorf und eine Gemeinde mit 100 Einwohnern (Stand 1. Januar 2022) im Département Tarn in der Region Okzitanien (vor 2016 Midi-Pyrénées). Die Gemeinde gehört zum Arrondissement Castres und zum Kanton Lavaur Cocagne (bis 2015 Cuq-Toulza). 

## Geographie
Der Ort liegt etwa 60 Kilometer östlich von Toulouse und etwa 27 Kilometer westlich von Castres nahe der Kleinstadt Puylaurens. Unweit von Lacroisille liegt der Stammsitz des in Frankreich sehr bekannten Kosmetikherstellers  und Apothekers Pierre Fabre.

## Bevölkerung
| Jahr                      | 1962 | 1968 | 1975 | 1982 | 1990 | 1999 | 2006 | 2015 |
| Einwohner                 | 153  | 121  | 105  | 79   | 100  | 130  | 145  | 117  |
| Quelle: Cassini und INSEE |      |      |      |      |      |      |      |      |

## Sehenswürdigkeiten
- Kirche Saint-Barthélemy